# Санчес, Веллингтон
Веллингтон Санчес (исп. Wellington Sánchez; 19 июня 1974, Амбато, Эквадор) — эквадорский футболист, выступавший на позиции полузащитника за национальную сборную Эквадора и целый ряд клубов.

## Клубная карьера
Несмотря на то, что Веллингтон с детства болел за «Макару», во взрослом футболе он дебютировал в 1992 году выступлениями за команду клуба «Текнико Университарио» (команда из города, в котором родился), в которой провёл один сезон, приняв участие в 41 матче чемпионата. Следующий год провёл в клубе «Универсидад Католика» (Кито), после чего перешел в «Эль Насьональ». Вместе с командой выиграл национальный чемпионат 1996 года. В 1994 году получил дебютный вызов в национальную сборную Эквадора. В 1998 году перешел в клуб «Нью-Йорк Ред Буллз», но из-за травмы не смог стать основным игроком (провел 12 матчей и отметился 1 голом). Поэтому уже в 1999 году вернулся на родину, где стал игроком ФК «Эмелек», в составе которого дважды стал чемпионом (2001, 2002). В 2001 году стал финалистом Североамериканского кубка. Отыграл за команду следующие пять сезонов своей игровой карьеры. Большинство времени, проведенного в составе «Эмелек», был основным игроком команды. В 2005 году вернулся в состав «Эль Насьональ», в составе «армейцев» в 2005 и 2006 годах становился победителем национального чемпионата.
В течение 2005—2016 годов защищал цвета клубов «Индепендьенте дель Валье», «Аукас», «Мусук Руна» и «Текнико Университарио».
Завершил профессиональную игровую карьеру в клубе «Ольмедо», за команду которого выступал в течение 2016 года.

## Карьера в сборной
21 сентября 1994 года дебютировал в составе национальной сборной Эквадора в товарищеском матче против Перу (0:0). Последний матч в составе национальной сборной провёл в 2004 году. В течение карьеры в национальной команде, которая длилась 11 лет, провёл в форме главной команды страны 44 матча, забив 3 мяча.
В составе сборной был участником розыгрыша Кубка Америки 1997 года в Боливии, розыгрыша Кубка Америки 1999 года в Парагвае, розыгрыша Кубка Америки 2001 года в Колумбии, розыгрыша Золотого кубка КОНКАКАФ 2002 года в США, чемпионата мира 2002 года в Японии и Южной Корее.

## Достижения
- Серия A (Эквадор)
  -  Чемпион (4): 1996, 2001, 2002, 2006

- Второй дивизион чемпионата Эквадора
  -  Чемпион (1): 2012